# Stan Kowalski
Stan Kowalski (nascido Bert Smith; 13 de maio, 1926 - 20 de outubro de 2017) foi um lutador profissional americano que era metade da equipe tag team Murder Incorporated com parceiros Tiny Mills na American Wrestling Association (AWA) de 1960 a 1975.
Kowalski lutou e jogou futebol na North High School. Aos 17 anos, sob um nome falso, ingressou na Marinha dos EUA e serviu no Pacífico em três submarinos (USS Plaice SS 390, USS Bashaw SS 241, USS Barb SS 220) por três anos e meio como um Gunners Mate (GM) durante a Segunda Guerra Mundial. Ele se matriculou na Universidade de Minnesota após a guerra.  Ele se juntou à equipe de wrestling, onde conheceu o promotor local Joe  Pazendak, o treinador assistente não oficial da Universidade.   Ele recusou a chance de jogar futebol para o Green Bay Packers em 1950.

## Carreira profissional de wrestling
Kowalski voltou-se para o wrestling profissional, estreando como Buddy Marco em uma promoção da NWA dirigida por Tony Stecher. Ele viajou para Los Angeles, onde treinou com Sandor Szabo.  Em 1955, o promotor Jack Pfefer mudou seu nome de ringue para Krusher Kowalski; Kowalski era um nome de família.
Mais tarde, ele formou uma dupla com o lutador canadense Tiny Mills como Murder Incorporated. Eles lutaram juntos no Canadá, Japão, Austrália, Nova Zelândia e Estados Unidos.  Eles ganharam a versão de Minneapolis do NWA World Tag Team Championships duas vezes enquanto trabalhavam para o NWA Minneapolis Wrestling and Boxing Club. Quando essa promoção se tornou a American Wrestling Association (AWA) em 1960, Mills e Kowalski se tornaram os primeiros AWA World Tag Team Champions. Eles também ganharam o Canadian Open Tag Team Championship, derrotando Billy "Whipper" Watson e Ilio DiPaolo em 1960. Eles perderam o campeonato no início de 1961.  Mais tarde, ele gerenciou Ivan Koloff.
Em 1969, ele teve uma breve aparição em uma promoção em Ohio, Ohio Wrestling Classics. Então, em 1970, ele foi para Nova York para lutar na World Wide Wrestling Federation (WWWF) como Krippler Karl Kovacs. Na Pensilvânia, Kowalski e Bruno Sammartino estabeleceram um recorde de público e bilheteria de $86.000.

## Vida pessoal
Depois de se aposentar do wrestling profissional, Kowalski foi dono de uma boate com o lutador Blackjack Daniels, trabalhou como policial, negociador sindical e agente de negócios. Ele residia em Minneapolis, Minnesota, onde atuava em instituições de caridade, arrecadação de fundos e palestras.  Ele foi voluntário da United Way e ajudou veteranos sem-teto. Kowalski era casado com sua esposa Cleo desde 1961 e tinha dois filhos, um filho Scott Smith e uma filha Stacy Smith.  Ele perdeu parte do cólon devido ao câncer em 2006.  Ele morreu em 20 de outubro de 2017.
Kowalski recebeu o prêmio pelo conjunto de sua obra da Improved Order of Red Men em 2016. Além disso, o Veterans of Foreign Wars apresenta um prêmio em sua homenagem.

## Campeonatos e conquistas
- 50th State Big Time Wrestling
  - NWA Hawaii Tag Team Championship ( 1 vez ) - com Tiny Mills[7]
- Couve-flor Alley Club
  - Homenageado (2000) [8]
- Maple Leaf Wrestling
  - NWA Canadian Open Tag Team Championship ( 1 vez ) - com Tiny Mills[5]
- NWA Minneapolis Wrestling and Boxing Club / American Wrestling Association
  - AWA World Tag Team Championship ( 1 vez ) - com Tiny Mills[4]
  - NWA World Tag Team Championship ( 2 vezes ) - com Tiny Mills[3]